# Calacalles subcarinatus
Calacalles subcarinatus é uma espécie de insetos coleópteros polífagos pertencente à família Curculionidae.
A autoridade científica da espécie é Israelson, tendo sido descrita no ano de 1984.
Trata-se de uma espécie presente no território português.